# 艾米利歐·殷索萊拉
艾米利歐·殷索萊拉（英語：Emilio Insolera，1979年01月29日—），著名的聾人導演和影片製作人。主要作品為Sign Gene  (2017)。

## 生平
殷索萊拉出生於阿根廷布宜諾市並在義大利長大，父母親皆為聾人。在福布莱特計畫下，他在高列德大學獲得語言學和電影學士學位並在羅馬大學以高分獲得大眾傳播碩士。 殷索萊拉也曾就職於紐約MTV。離開紐約數年後，他也參與製作第一款意大利手語多媒體字典。

## 职业生涯
《Sign Gene》是第一部以聾人為主角的英雄動作片，在美國、義大利和日本三地取景，是殷索萊拉的第一部長篇電影。
主要描述一群以手語來掌控超能力的英雄。
起初以短片方式展開，但因參與者的熱烈回應，殷索萊拉決定改寫劇本並以長篇電影發行。 由於殷索萊拉希望找到母語為手語的演員，他便以口頭傳播的方式徵招演員。  
《Sign Gene》 已經開始動搖語言界，一位義大利語文學家認為此電影是「激進視覺語言運動的代表」。

## 个人生活
他的妻子是挪威模特凱蘿拉·殷索萊拉，兩人在東京初識。

## 外部連結
- 官方网站
- 艾米利歐·殷索萊拉在互联网电影资料库（IMDb）上的資料（英文）
- 艾米利歐·殷索萊拉的Instagram帳戶
- 艾米利歐·殷索萊拉的Facebook專頁